# Ala de geometría variable

Esquema de un avión con configuración de ala en flecha variable.

Un ala de geometría variable es una configuración de ala que permite alterar su forma para diversas condiciones de vuelo. Esto permite aprovechar las ventajas de la aerodinámica de un ala en flecha a altas velocidades mientras que se evitan sus desventajas a bajas velocidades. En este sentido se comporta satisfactoriamente, pero el peso y complejidad añadidos requeridos contrarrestan las ventajas; por lo que su uso no está demasiado generalizado. El término geometría variable se usa en ocasiones de forma indistinta con el de "ala swing", aunque estrictamente hablando una ala swing es un tipo específico de geometría variable.

## Historia

### Diseños iniciales

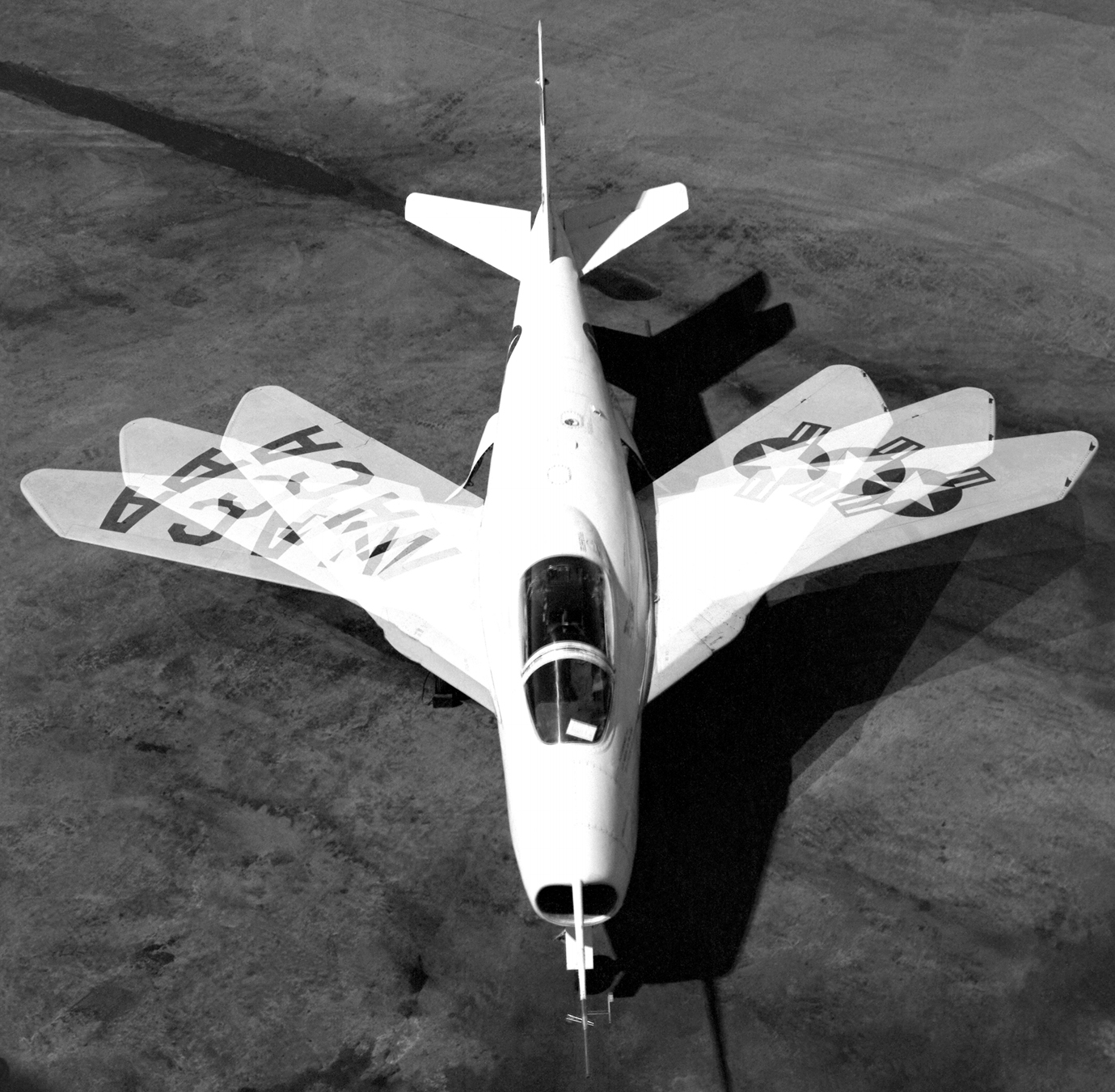
Bell X-5.

Las aeronaves con ala de geometría variable se desarrollaron a base de diseños experimentales anteriores, hechos por ingenieros alemanes durante la II Guerra Mundial, que se construyeron para estudiar los efectos de una simple ala flecha. El primero de estos fue el Messerschmitt P-1101, cuyo ángulo de flecha podía ser ajustado en tierra. Un número récord de vuelos de prueba se llevaron a cabo con diferentes ángulos para determinar las ventajas y desventajas de cada uno.
Al final de la Segunda Guerra Mundial los aliados se incautaron de los prototipos alemanes, estudiándolos minuciosamente. El Me P.1101 fue transportado a los Estados Unidos para ser estudiado por los ingenieros de Bell Aircraft. Fue allí donde se construyeron versiones adicionales las cuales podían ajustar el ángulo de flecha de las alas en vuelo. Un problema descubierto durante las pruebas del Bell X-5 es que al pivotar el ala hacia atrás, el centro de gravedad también se mueve hacia atrás, lo que a su vez crea un momento de picado en la aeronave. Un sistema para compensar este efecto básico tuvo que ser añadido para darle viabilidad al diseño.
El ala de geometría variable es de mejor uso en aquellas aeronaves que vuelan a un amplio abanico de velocidades; es por esta razón que se le ha dado uso en aeronaves militares.

### Experimentación en la década de 1950

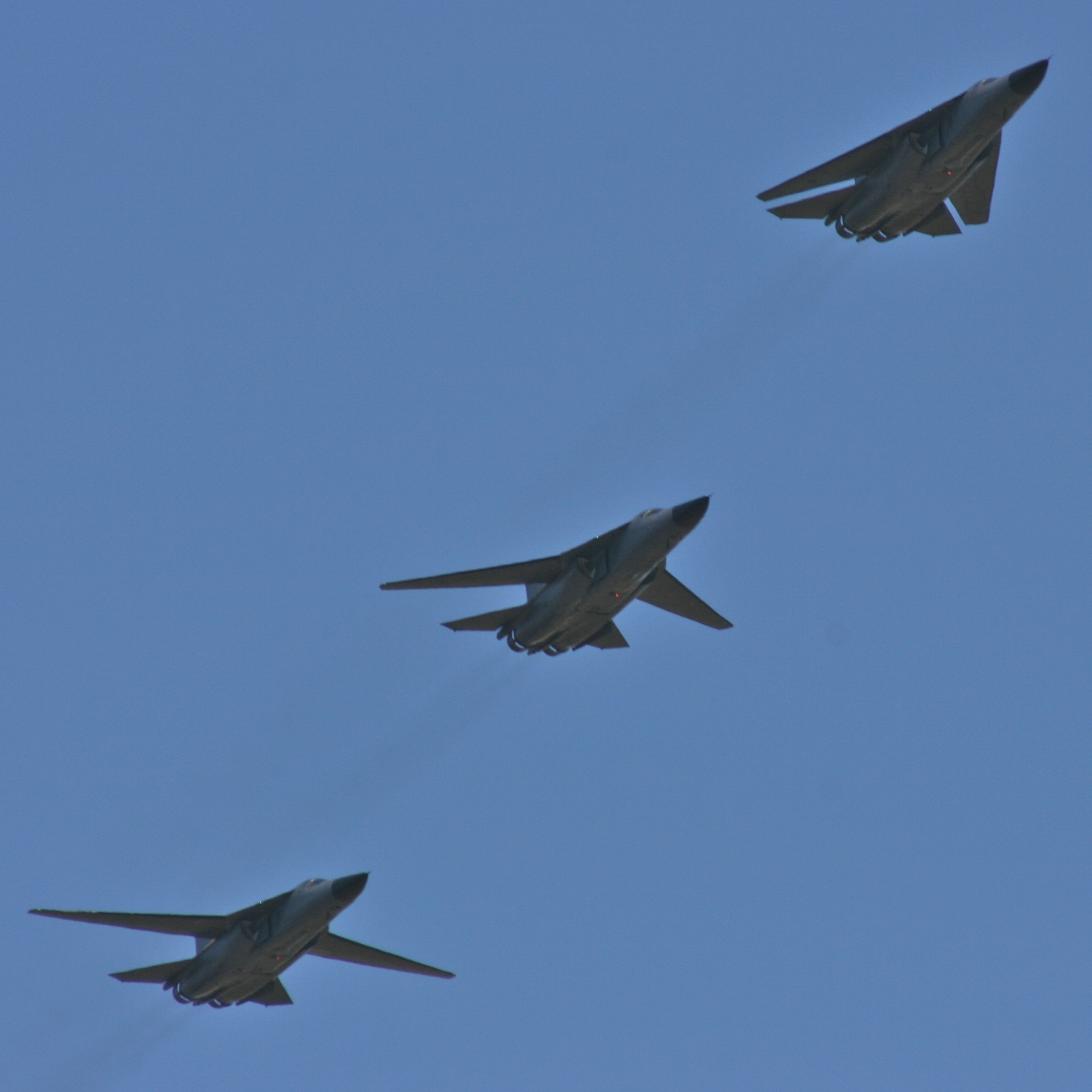
El F-111 fue el primer avión con ala de geometría variable que entró en producción.

Un ala de geometría variable fue probada en el Grumman XF10F Jaguar en 1952. El XF-10F fue una plataforma puramente experimental con el propósito de evaluar la tecnología del ala de geometría variable. La Marina de los Estados Unidos, luego de repasar los resultados de los estudios, decidió que no tenía interés alguno en el diseño de ala variable en ese momento. La idea volvió a renacer al principio de la década del 1960 en un intento de reconciliar el aumento constante en el peso de las aeronaves (y por ende, la carga alar) con la necesidad de proveer un rendimiento razonable en el despegue y aterrizaje. Los Estados Unidos adoptaron la configuración en el programa TFX («Tactical Fighter Experimental» o Caza Táctico Experimental), que culminó en la introducción del General Dynamics F-111, la primera aeronave de geometría variable que entró en producción.
Inmediatamente después de la guerra, Barnes Wallis había comenzado a trabajar el diseño de la geometría variable para maximizar la economía en vuelo supersónico. El trabajo inicial se hizo con el proyecto militar «Wild Goose», y siguió con el «Swallow», cuya meta era hacer el vuelo ida y vuelta desde Europa hasta Australia en diez horas. El modelo a escala voló exitosamente a una velocidad de Mach 2 en los años 1950 pero se le retiró el apoyo por parte del gobierno. Wallis y su equipo presentaron su trabajo a los estadounidenses con el propósito de conseguir dinero para continuar el programa de desarrollo, pero no tuvieron éxito.

### Utilización en aeronaves supersónicas

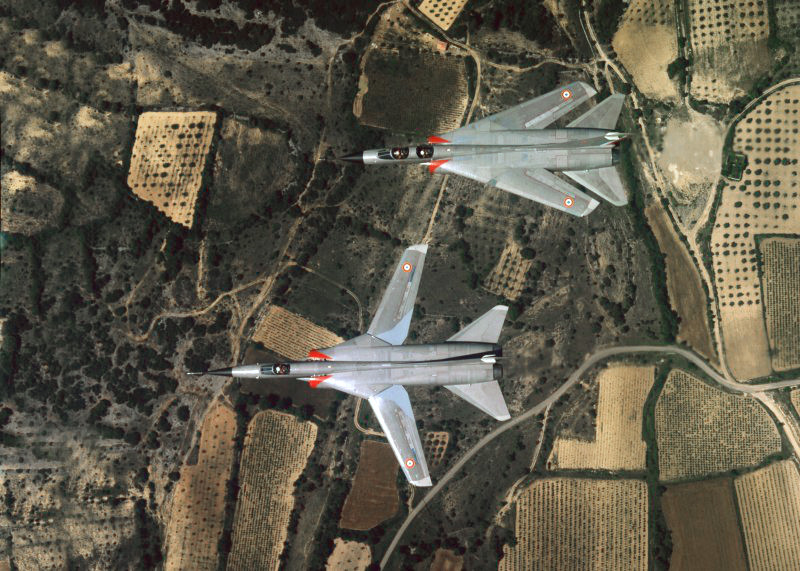
Dos prototipos Dassault Mirage G, uno en configuración flecha máxima y otro en flecha mínima.

Requisitos similares en la Unión Soviética condujeron al TsAGI, la agencia aerodinámica soviética, para explorar las posibilidades de la geometría variable. TsAGI evolucionó dos plataformas distintas, difiriendo principalmente en la distancia (expresada como un porcentaje de la envergadura total) entre los pivotes de las alas. Un espacio más ancho no sólo reduce los efectos aerodinámicos negativos de cambiar el barrido del ala, sino también proporciona una sección de ala más grande, que podría ser utilizada como tren de aterrizaje o almacenar pilones. 
Esto podría, de hecho, ser adaptado más o menos a las estructuras existentes que los soviéticos pronto hicieron, con el Sukhoi Su-17 (basado en uno de los primeros ala en flecha Sukhoi Su-7) y el Tupolev Tu-22M (basado en el Tupolev Tu-22). Las limitaciones del espacio, sin embargo, fue lo que redujo los beneficios de la geometría variable tanto como redujeron las dificultades técnicas. Para el nuevo, diseño soviético, el TsAGI ideó un espaciado más estrecho similar al del F-111. Este diseño fue usado (aunque a escala diferente) para el avión de combate MiG-23 y el Sukhoi Su-24, que volaron en forma de prototipo a finales de los años 1960, entrando en servicio a principios de los años 1970.
Un consorcio europeo, mientras tanto, adoptó la geometría variable para el proyecto Multi-Role Combat Aircraft (MRCA) que emergió como el Tornado GR1. Fue un interdictor y un interceptor a distancia similar en funcionalidad al F-111, pero a menor escala. Mientras tanto, la Armada de los Estados Unidos ordenó reemplazar el desastroso y frustrado interceptor de flota F-111B por el F-14 Tomcat. El ala de geometría variable es un camino para reconciliar las velocidades bajas de aterrizaje necesarias para aviones militares de transporte con las funciones de combate como un interceptor de alta velocidad. Como un efecto colateral, aunque la maniobrabilidad no fuera un objetivo de diseño, el F-14 era extraordinariamente ágil, a pesar de los motores de poca potencia. 
Estaba lejos de tener más maniobrabilidad que el F-111, el Tornado o cualquier aeronave de ala swing soviética debido a la poco efectiva carga alar (gracias a un fuselaje liso que proporcionaba un empuje adicional) y el cambio del ángulo de la flecha del ala automático. Rockwell, mientras tanto, adoptó la geometría variable para el programa Advanced Manned Strategic Bomber (AMSA) que produjo el bombardero B-1 Lancer, intentó proporcionar una combinación óptima de eficiencia de alta velocidad de crucero y rapidez, velocidades de penetración supersónica a un extremadamente bajo nivel. El último avión militar de geometría variable hasta la fecha, ha sido el soviético Tupolev Tu-160 «Blackjack», que voló por primera vez en 1980.

### Boeing y el transporte supersónico estadounidense
El ala variable también fue usado en la propuesta de Boeing para el estudio de la Administración Federal de Aviación dirigido hacia el desarrollo de un  transporte supersónico, el modelo Boeing 2707. Sin embargo, durante la fase de diseño quedó claro que el mecanismo sería tan grande que no dejaría espacio alguno en la cabina para los asientos. El diseño fue abandonado a favor de uno que utilizó la más clásica ala delta.
Aunque la geometría variable provee muchas ventajas, particularmente en la distancia necesaria para el despegue, la habilidad de llevar carga y en las misiones de penetración rápida a baja altura, las alas de geometría variable imponen un coste en términos de peso y complejidad. El desarrollo de sistemas de control de vuelo de «estabilidad relajada» en la década del 1970 eliminó muchas de las ventajas de la plataforma fija, y no se han construido aeronaves nuevas con ala de geometría variable desde que se introdujo el Tu-160.

## Aeronaves de geometría variable

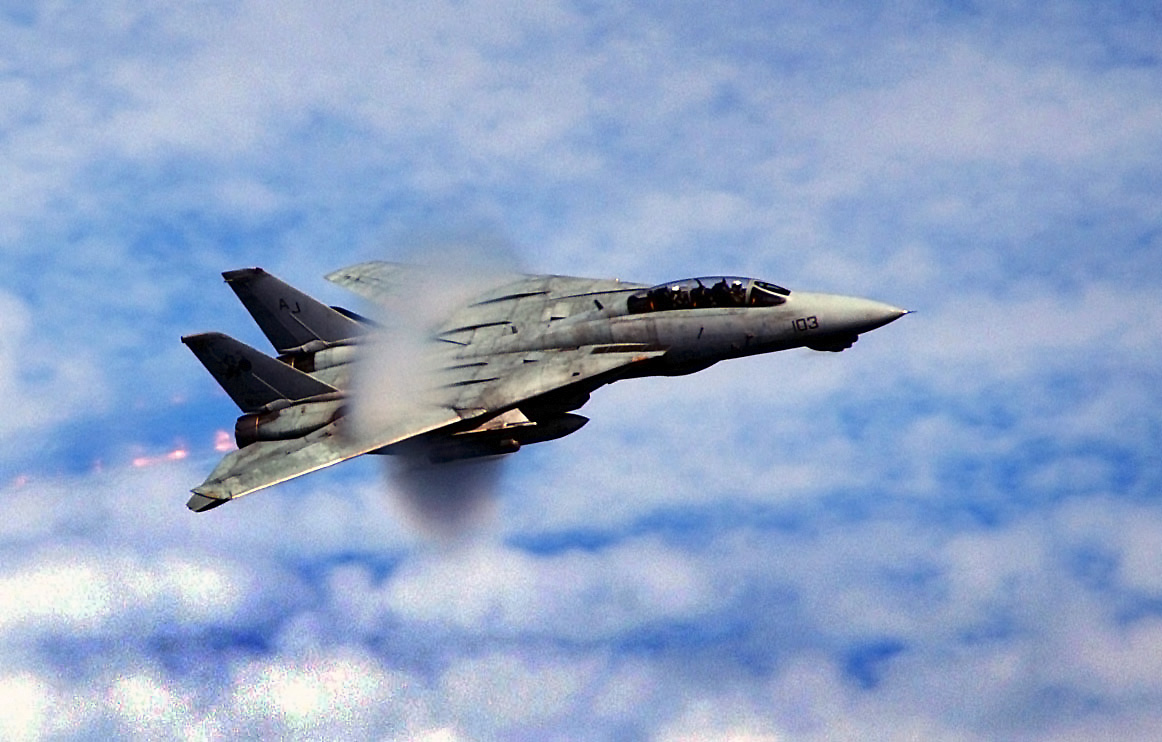
F-14 Tomcat en configuración de flecha mínima.

### Experimentales
- Westland-Hill Pterodactyl IV
- Bell X-5
- Dassault Mirage G
- Messerschmitt Me P.1101
- Grumman XF10F Jaguar

### Producidas en serie
- General Dynamics F-111 Aardvark
- Grumman F-14 Tomcat
- Mikoyan-Gurevich MiG-23
- Mikoyan-Gurevich MiG-27
- Panavia Tornado
- Rockwell B-1 Lancer
- Sukhoi Su-17
- Sukhoi Su-24
- Tupolev Tu-22M
- Tupolev Tu-160

- Datos: Q838974
- Multimedia: Variable-sweep wings / Q838974